# Kent County (Delaware)
Das Kent County ist einer der drei Countys im US-Bundesstaat Delaware. Der Verwaltungssitz (County Seat) ist Dover.

## Geographie
Das County liegt – wie ganz Delaware – auf der Delmarva-Halbinsel. In Nord-Süd-Richtung liegt das County im Zentrum von Delaware; in Ost-West-Richtung erstreckt es sich von der Mitte der Delmarva-Halbinsel bis zur Delaware Bay, dem Mündungstrichter des Delaware River in den Atlantischen Ozean. Das Kent County hat eine Fläche von 2.072 Quadratkilometern; davon sind 545 Quadratkilometer Wasserflächen. Es grenzt an folgende Countys:
|                                                        | New Castle County | Salem County (New Jersey)1                                     |
| Kent County (Maryland), Queen Anne’s County (Maryland) |                   | Cumberland County (New Jersey)1, Cape May County (New Jersey)1 |
| Caroline County (Maryland)                             | Sussex County     |                                                                |

1 – Seegrenze in der Delaware Bay

## Geschichte
Das Kent County wurde 1683 aus Teilen des New Castle County gebildet. Benannt wurde es nach der englischen Grafschaft Kent.

## Demografische Daten
Nach der Volkszählung im Jahr 2000 lebten im Kent County 126.697 Menschen in 47.224 Haushalten und 33.623 Familien. Die Bevölkerungsdichte betrug 33 Personen pro Quadratkilometer. Ethnisch betrachtet setzte sich die Bevölkerung zusammen aus 73,5 Prozent Weißen, 20,7 Prozent Afroamerikanern, 0,6 Prozent amerikanischen Ureinwohnern, 1,7 Prozent Asiaten und 1,3 Prozent aus anderen ethnischen Gruppen; 2,2 Prozent stammten von zwei oder mehr Ethnien ab. 3,2 Prozent der Bevölkerung waren spanischer oder lateinamerikanischer Abstammung, die verschiedenen der genannten Gruppen angehörten.
Von den 47.224 Haushalten hatten 35,5 Prozent Kinder unter 18 Jahren, die mit ihnen lebten. 52,9 Prozent waren verheiratete, zusammenlebende Paare, 13,8 Prozent waren allein erziehende Mütter und 28,8 Prozent waren keine Familien. 23,0 Prozent aller Haushalte waren Singlehaushalte und in 8,4 Prozent lebten Menschen im Alter von 65 Jahren oder darüber. Die durchschnittliche Haushaltsgröße lag bei 2,61 und die durchschnittliche Familiengröße bei 3,06 Personen.
27,3 Prozent der Bevölkerung war unter 18 Jahre alt, 10,1 Prozent zwischen 18 und 24, 29,8 Prozent zwischen 25 und 44, 21,2 Prozent zwischen 45 und 64 Jahre alt und 11,7 Prozent waren 65 Jahre oder älter. Das Durchschnittsalter betrug 34 Jahre. Auf 100 weibliche kamen statistisch 93,1 männliche Personen und auf 100 Frauen im Alter von 18 Jahren oder darüber kamen 89,6 Männer.
Das durchschnittliche Einkommen eines Haushaltes betrug 40.950 USD, das einer Familie 46.504 USD. Männer hatten ein durchschnittliches Einkommen von 32.660 USD, Frauen 24.706 USD. Das Prokopfeinkommen lag bei 18.662 USD. Etwa 8,1 Prozent der Familien und 10,7 Prozent der Bevölkerung lebten unterhalb der Armutsgrenze.

## Sehenswürdigkeiten

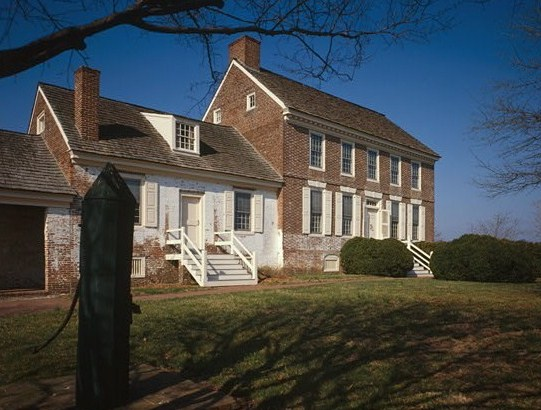
John Dickinson House (1982). In diesem bis 1740 erbauten Haus verbrachte der Gründervater John Dickinson seine Kindheit und nutzte es später als seine Residenz. Im Januar 1961 erhielt das Gebäude als erstes Objekt im County den Status eines National Historic Landmarks zuerkannt.

156 Bauwerke, Stätten und historische Bezirke (Historic Districts) im Kent County sind im National Register of Historic Places („Nationales Verzeichnis historischer Orte“; NRHP) eingetragen (Stand 11. November 2022), darunter haben Aspendale und das John Dickinson House den Status von National Historic Landmarks („Nationales historisches Wahrzeichen“).

## Orte im Kent County
Citys
| - Dover | - Harrington | - Milford1 |

1 – teilweise im Sussex County
Towns
| - Bowers Beach - Camden - Cheswold - Clayton2 - Farmington - Felton | - Frederica - Hartly - Houston - Kenton - Leipsic - Little Creek | - Magnolia - Smyrna2 - Viola - Woodside - Wyoming |

2 – teilweise im New Castle County
Census-designated places (CDP)
| - Highland Acres - Kent Acres | - Rising Sun-Lebanon - Riverview | - Rodney Village - Woodside East |

weitere Orte
- Adamsville
- Andrewsville
- Anneville
- Barkers Landing
- Beech Haven
- Berrytown
- Bethel
- Bethesda
- Bicentennial Village
- Big Oak Corners
- Big Pine
- Bishops Corner
- Blackiston
- Breezewood
- Brenford
- Briar Park
- Brookdale Heights
- Brookfield
- Browns Corner
- Brownsville
- Burwood
- Bush Manor
- Canterbury
- Capitol Green
- Capitol Park
- Carlisle Village
- Carter Development
- Cedarbrook Acres
- Chapeltown
- Chaplecroft
- Chestnut Grove
- Choptank Mills
- Church Hill Village
- Colmar Manor
- Cowgills Corner
- Crossgates
- Del Haven Estates
- Del Shire
- Derby Shores
- Downs Chapel
- Dupont
- Dupont Manor
- Dutch Neck Crossroads
- East Lake Gardens
- Eberton
- Eden Roc
- Edge Hill
- Edwardsville
- Everetts Corner
- Fairfield Farms
- Fairview
- Felton Manor
- Felton Station
- Fleming Corners
- Florence
- Fords Corner
- Fox Hall
- Foxhall Courtside
- Garton Development
- Generals Greene
- Green Briar
- Greenview
- Greenville
- Hall Estates
- Hammville
- Hazlettville
- Hickman
- Hickman
- Hickory Dale Acres
- Hideaway Acres
- Hilldale
- Hoars Addition
- Hollandsville
- Holletts Corners
- Hopkins Corners
- Hourglass
- Hughes Crossroads
- Huntley
- Kitts Hummock
- Laurel Bend
- Lawndale
- Layton Corners
- Lebanon
- Lexington Mill
- Little Heaven
- Locustville
- London Village
- Lynch Heights
- Mahan
- Marker Estates
- Marvels Crossroads
- Marydel
- Mayfair
- McKnatt Corners
- Meadowbrook Acres
- Melvin Crossroads
- Melvins
- Melvins Crossroads
- Minners Corners
- Moores Corner
- Morris Estates
- Oak Grove
- Paden Corner
- Palmer Park
- Paris Villa
- Pearson Grove
- Pennwood
- Petersburg
- Pleasanton Acres
- Plymouth
- Port Mahon
- Postles Corner
- Powelton
- Reeves Crossing
- Richardson Estates
- Rising Sun
- Rodric Village
- Roesville
- Royal Grant
- Sabarto East
- Sandtown
- Schoolview
- Schultie Crossroads
- Scrap Tavern Crossroads
- Seeneytown
- Seven Hickories
- Shady Lane
- Sherwood
- Six Forks
- Slaughter
- Smith Crossroads
- Smyrna Landing
- South Bowers
- Spring Hill
- Spruance City
- Star Hill
- Star Hill Village
- Taylor Estates
- The Blades
- The Hamlet
- Thompsonville
- Tidbury Manor
- Towne Point
- Turnkey
- Twin Eagle Farms
- Vernon
- Voshell Cove
- Voshell Mill
- Wedgewood
- Whigville
- White Hall
- White Oak Farms
- Whitehall Crossroads
- Whiteleysburg
- Whiteleysburg
- Williamsville
- Willow Grove
- Woodcrest
- Woodland Beach
- Woods Haven
- Woods Manor East
- Wrights Crossroads